# Józef Hussarzewski

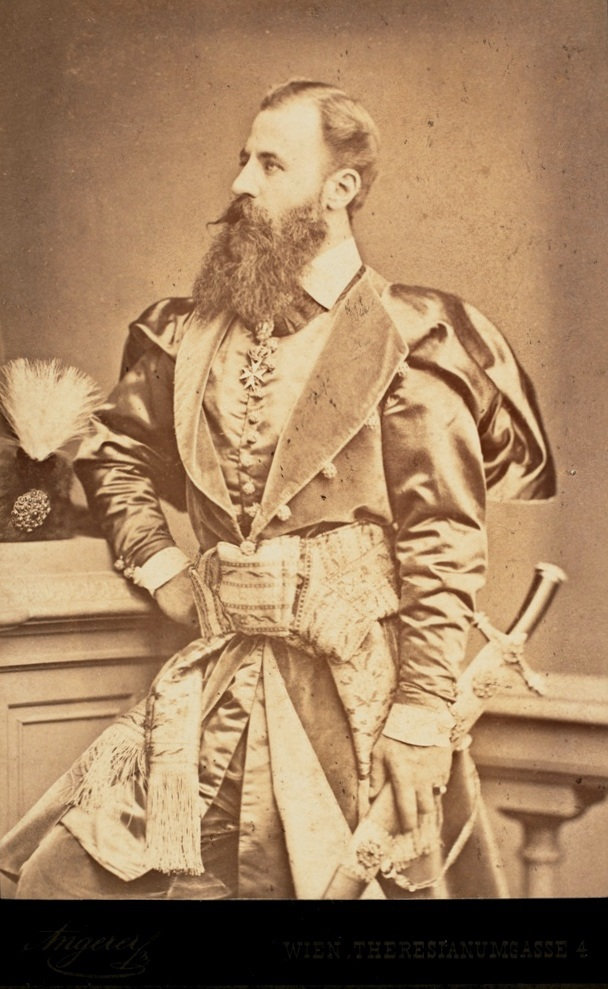
Józef Hussarzewski

Józef Hussarzewski (ur. 5 października 1840 w Wiedniu, zm. 19 lutego 1892 w Krakowie) – galicyjski ziemianin i podróżnik.
Był synem Jana Adolfa (1790-1855), szambelana cesarskiego i Kawalera Honoru i Dewocji w Wielkim Przeoracie Czeskim i Heleny z Sierakowskich (1811-1893), Damy Krzyża Gwiaździstego (Hochadliger Frauenzimmer Sternkreuzorden), właścicieli Szczucin nad Wisłą. Od 28 kwietnia 1859 Kawaler Honoru i Dewocji w Wielkim Przeoracie Czeskim, 29 marca 1874 został cesarskim i królewskim szambelanem. 6 kwietnia 1864 poślubił w Wiedniu Karolinę ks. Jabłonowską (1842-1897), córkę Karola (1807-1885) i Eleonory (1816-1870) z domu Skarbek. Z tego małżeństwa urodziła się 5 kwietnia 1866 córka, Eleonora (zm. 1940 w Pau), późniejsza żona ks.Andrzeja Lubomirskiego (1862-1953), ordynata na Przeworsku.
W 2009 roku nakładem Księgarni Akademickiej w Krakowie ukazały się wspomnienia Józefa Hussarzewskiego zatytułowane Wspomnienia z naszej podróży na Wschodzie 1871-1872.